# Steginoporella lateralis
Steginoporella lateralis är en mossdjursart som beskrevs av William MacGillivray 1895. Steginoporella lateralis ingår i släktet Steginoporella och familjen Steginoporellidae. Inga underarter finns listade i Catalogue of Life.